# Čínsko-ruská státní hranice
Čínsko-ruská hranice je státní hranice mezi Čínskou lidovou republikou a Ruskou federací. Má celkovou délku 4250 kilometrů a je rozdělena na dvě části Mongolskem. Západní část od trojmezí s Kazachstánem k trojmezí s Mongolskem má pouhých 55 kilometrů, zatímco východní část od trojmezí s Mongolskem k trojmezí se Severní Koreou má 4195 kilometrů. Co do délky je to šestá nejdelší mezistátní hranice na světe.

## Dějiny
Dějiny vývoje hranice sahají až k hranicím mezi ruským impériem a čínským císařstvím. První dohodou mezi oběma státy byla Něrčinská smlouva v roce 1689, která mimo jiné řešila hranici v oblasti řeky Arguň a dále ji vedla Stanovým pohořím k Ochotskému moři. V roce 1727 následovala Kjachtská smlouva, která řešila oblast dnešní mongolsko-ruské hranice. Výsledek Něrčinské smlouvy výrazně změnila v roce 1858 Ajgunská smlouva a na ni v roce 1860 navazující Pekingská smlouva, tyto tzv. nerovné smlouvy uzavřela Čína za vlády dynastie Čching v období, kdy prohrávala druhou opiovou válku. V Ajgunské smlouvě získalo ruské impérium území mezi Stanovým pohořím a Amurem, přičemž území na východ od Ussuri a jižně od Amuru se stalo společným kondominiem, Pekingskou smlouvou získalo Rusko území východně od Ussuri jen pro sebe.
Výraznější novodobější spory o hranice začaly v šedesátých letech dvacátého století a vyvrcholily v čínsko-sovětských konfliktech roku 1969, z nichž nejvýraznější byly první bitva o Damanskij a druhá bitva o Damanskij, v kterých se Číňané dvakrát neúspěšně pokusili obsadit a udržet ostrov Damanskij na Ussuri, který pokládali za sporné území. Konečné řešení sporu přinesl až rok 1991, kdy Damanskij připadl Číně.

## Hraniční přechody

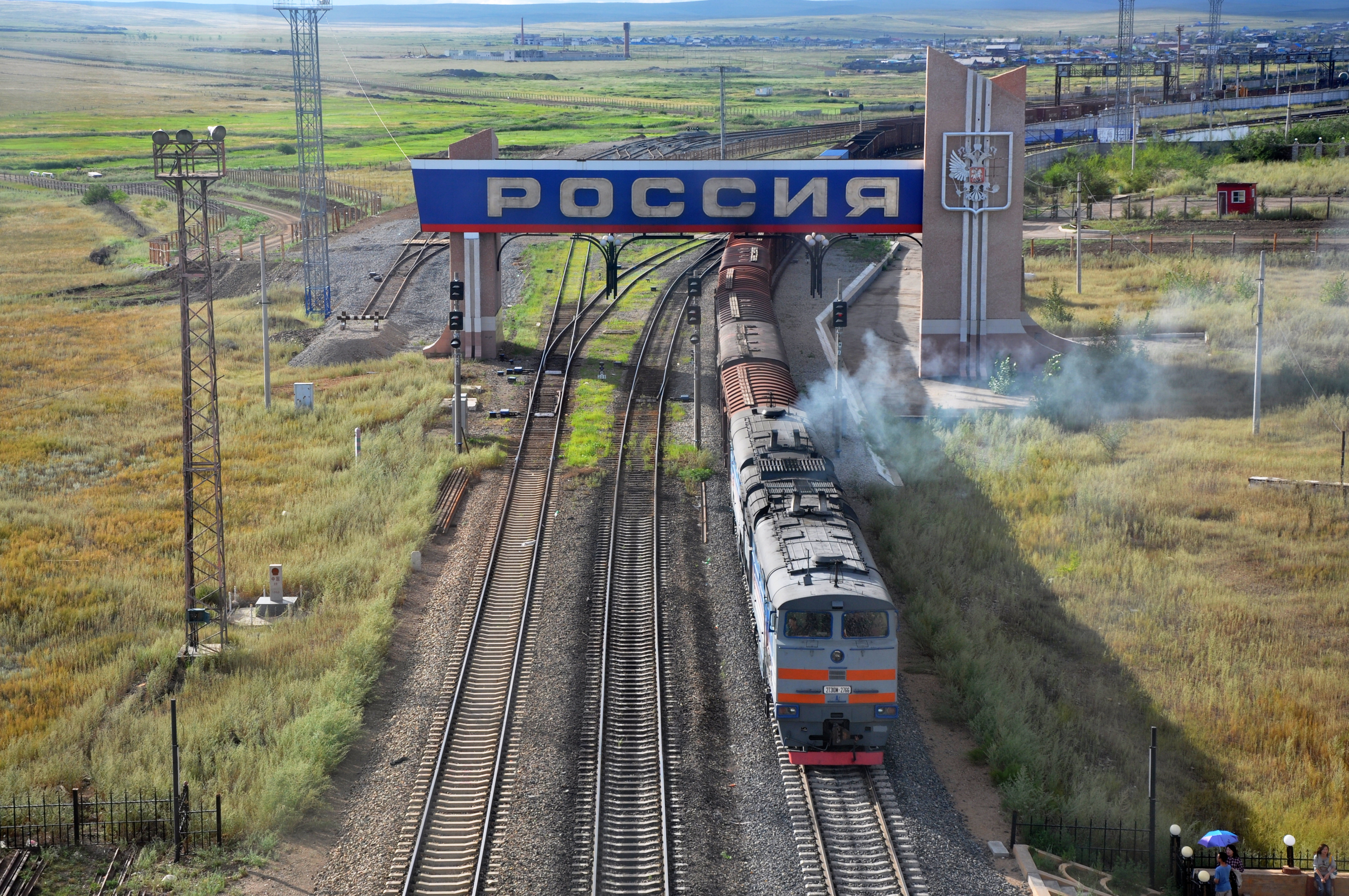
Železniční hraniční přechod Zabajkalsk/Mandžuur – pohled směrem do Ruska

Na čínsko-ruské hranici jsou tři železniční hraniční přechody, všechny ve východní části:
- Zabajkalsk/Mandžuur – na trati z Čity do Charbinu
- Suej-fen-che/Pograničnyj – na trati z Charbinu do Ussurijsku
- Chun-čchun/Machalino – z Kraskina do Ťi-linu